# سینماهای ام‌بی‌او
سینماهای ام‌بی‌او سندریان. برهاد (به انگلیسی: MBO Cinema Sdn. Bhd) یا شرکت خصوصی مسئولیت محدود سینماهای ام‌بی‌او (با نام تجاری سینماهای ام‌بی‌او)، که به اختصار با عنوان ام‌بی‌او (MBO) نیز شناخته می‌شود، گروهی از سینماها در مالزی است. این شرکت بعد از سینماهای گلدن اسکرین و سینماهای تی‌جی‌وی، سومین سینمای زنجیره ای بزرگ در کشور است. سینماهای ام‌بی‌او، به دلیل دنیاگیری کووید-۱۹، در سال ۲۰۲۰ منحل شدند. مدتی بعد در سال ۲۰۲۱، سینماهای گلدن اسکرین اکثریت دارایی سینماهای ام‌بی‌او را تصاحب کرد. اما در روز ۱۹ دسامبر ۲۰۲۱، با سرمایه گذاران جدید و تحت هویت مدیریتی جدید، دوباره شروع به فعالیت کرد.
در حال حاضر، سینماهای ام‌بی‌او دارای ۹ شعبه در شبه‌جزیره مالزی است که آنها در گالری خرید آتریا، اسپیس یو۸، تایپینگ سنترال مال، تلوک اینتان، المنتس مال ملاکا، ملاکا مال، برِم مال، یو-مال سکودای (U-Mall Skudai) و کوئی‌ساید مال قرار دارند.